# Willian José
Willian José (* 23. November 1991 in Porto Calvo, Alagoas; voller Name Willian José da Silva) ist ein brasilianischer Fußballspieler.

## Karriere
Willian José spielte unter anderem im Nachwuchsbereich von Clube de Regatas Brasil und Grêmio Barueri. Bei letzterem schaffte er 2009 den Sprung in den Profikader. 2011 unterzeichnete er Kontrakt bei Deportivo Maldonado. Dieser verlieh Willian José fortan an verschiedene Klubs. Erster Verein war der FC São Paulo, mit welchem er erstmals in der Série A antrat. Sein Debüt für den Klub gab er in der Staatsmeisterschaft am 19. Januar 2012 in Morumbi beim 4:0-Sieg. Sein erstes Tor schoss er im gleichen Spiel. Im Jahr 2013 wechselte Willian als Leihe zu Grêmio Porto Alegre. Nach Austrag der Staatsmeisterschaft schloss sich das nächste Leihgeschäft beim FC Santos an. Seit 2014 wurde er an spanische Vereine ausgeliehen, zuerst beim Verein Real Madrid Castilla, danach stieg er in die erste Liga auf, Real Madrid. Zur Saison 2014/15 wurde Willian José an Real Saragossa ausgeliehen und zur Saison 2015/16 an den UD Las Palmas.
Im Folgejahr wechselte der Spieler fest zu Real Sociedad San Sebastián. Im Oktober 2018 gab Real Sociedad die Vertragsverlängerung mit Willian José bis 2024 bekannt. Im Januar 2021 wurde er bis zum Saisonende an die Wolverhampton Wanderers verliehen. Anschließend wurde er für die Saison 2021/22 in Spanien an Betis Sevilla ausgeliehen. Nach Ablauf der Leihe verpflichtete Betis den Brasilianer fest.

## U-20-Nationalmannschaft
Mit der U-20-Nationalmannschaft Brasiliens nahm Willian José 2011 an der Südamerikameisterschaft und Weltmeisterschaft teil und gewann beide Wettbewerbe.

## Erfolge
FC São Paulo
- Copa Sudamericana: 2012

Real Madrid
- Spanischer Pokalsieger: 2013/14

Real Sociedad
- Spanischer Pokalsieger: 2019/20

Betis Sevilla
- Spanischer Pokalsieger: 2021/22

U-20 Nationalmannschaft
- U-20-Südamerikameister: 2011
- U-20-Weltmeister: 2011